# Luigi Ganapini
Luigi Ganapini (1939 – Milano, 25 dicembre 2023) è stato uno storico e saggista italiano.

## Biografia
Nato nel 1939, Ganapini fu professore di Storia d'Italia del secolo XX alla Facoltà di Lettere e Filosofia dell'Università di Trieste; poi rimase fino al suo pensionamento professore ordinario di Storia dei partiti e dei movimenti politici presso l'Università di Bologna. 
Scrisse saggi sulla Seconda Guerra Mondiale e il Dopoguerra italiano in volumi collettanei; fece parte del comitato di redazione di «Movimento operaio e socialista». Dal 1996 al 2000 fu direttore dell'Istituto milanese per la storia della Resistenza e del movimento operaio (ora Fondazione ISEC - Istituto per la storia dell'età contemporanea di Sesto San Giovanni); dal 2000 al 2004 presidente dell'Associazione Duccio Bigazzi per la storia dell'impresa e del mondo del lavoro; dal 2002 al 2003 fu membro del comitato consultivo dell'Istituto Nazionale Ferruccio Parri di Milano.
La Repubblica delle Camicie Nere, saggio pubblicato nel 1999, offre una storia della mentalità dei sostenitori della Repubblica Sociale Italiana, in particolare dei combattenti, dei politici e dei funzionari, tra cui figuravano anche i sostenitori della socializzazione. Il libro Voci dalla guerra civile, pubblicato nel 2012, racconta la storia della guerra civile in Italia dal 1943 al 1945 dal punto di vista degli italiani comuni; si avvale dei diari dell'Archivio Diaristico Nazionale di Pieve Santo Stefano.
Morì, a 84 anni, a Milano il 25 dicembre 2023.

## Opere
- L'Italia dei quarantacinque giorni. Studio e documenti, con Massimo Legnani, Istituto Nazionale per la Storia del Movimento di Liberazione, Milano, 1969.
- Il nazionalismo cattolico. I cattolici e la politica estera in Italia dal 1871 al 1914, Biblioteca di cultura moderna, Bari, Laterza, 1970.
- La Ricostruzione nella grande industria. Strategia padronale e organismi di fabbrica nel triangolo 1945–1948, De Donato, Bari, 1978.
- I pianificatori liberisti, in  AA.VV., Gli anni della Costituente. Strategie dei governi e delle classi sociali, Collana I Fatti e le Idee. Saggi e Biografie, Milano, Feltrinelli, 1983.
- Una città, la guerra. Milano (1939-1951), Collana Saggi di Storia n.3, Milano, Franco Angeli, 1988, ISBN 978-88-204-2722-1.
- Alberto De Bernardi-L. Ganapini, Storia d'Italia 1860-1995, Collana Sintesi, Milano, Bruno Mondadori, 1996, ISBN 978-88-424-9301-3.
- La Repubblica delle Camicie Nere. I combattenti, i politici, gli amministratori, i socializzatori, Collezione Storica, Garzanti, Milano, 1999, ISBN 88-11-69309-8.
- Dall'Europa divisa all'Unione europea, Fondazione ISEC, Sesto San Giovanni, 2007.
- Alberto De Bernardi-L. Ganapini, Storia dell'Italia Unita, Collezione Storica, Milano, Garzanti, 2010, ISBN 978-88-116-9331-4.
- Voci dalla guerra civile. Italiani nel 1943-1945, Collana Storie italiane, Il Mulino, Bologna, 2012, ISBN 978-88-152-3785-9.
- Giorni di tarda estate. Guerra civile nell'Italia del Duce, BFS, Ghezzano, 2022, ISBN 978-88-944-4718-7.

### Curatele
- Libri bianchi sulla condizione operaia negli Anni Cinquanta, a cura di Vittorio Rieser e L. Ganapini, Bari, De Donato, 1981.
- AA.VV., ...anche l'uomo doveva essere di ferro. Classe e movimento operaio a Trieste nel secondo Dopoguerra, Milano, Franco Angeli, 1986.
- Che tempi, però erano bei tempi..., Milano, Franco Angeli, 1986, ISBN 978-88-204-5577-4.
- Milano operaia dall'800 a oggi, in Rivista milanese di economia. Serie quaderni n.22. 2 volumi, a cura di Maurizio Antonioli, Myriam Bergamaschi e L. Ganapini, Milano, CARIPLO, 1992.
- Un secolo di sindacato: la Camera del lavoro a Modena nel Novecento, Collana Storia e memoria, Futura Editrice, 2002, ISBN 978-88-230-0420-7.
- L'Italia alla metà del XX secolo. Conflitto sociale, Resistenza, costruzione di una democrazia, Milano, Guerini e Associati, 2005, ISBN 978-88-833-5607-0.